# 24259 Крісвокер
24259 Крісвокер (24259 Chriswalker) — астероїд головного поясу, відкритий 12 грудня 1999 року.
Тіссеранів параметр щодо Юпітера — 3,438.